# Anna Fründ
Anna Fründ (* 14. Februar 1861 als Henriette Wilhelmine Anna Fründ in Algermissen; † vermutlich 11. März 1913 in Potsdam) war eine deutsche Malerin um die Wende des 19./20. Jahrhunderts.

## Leben
Anna Fründ war das zweite Kind aus erster Ehe des Holzhändlers Heinrich Fründ (1822–1901) und Sophie geb. Bähre (1827–1871). Sie wuchs mit ihrer drei Jahre älteren Schwester Erna (Ernestine, * 5. Januar 1858 in Harber, † 8. August 1916 in Potsdam) im katholischen Dorf Algermissen auf. Um 1859 zog der Vater wegen der Anbindung Algermissens an die Bahnlinie Hildesheim–Lehrte in den Ort und betrieb dort erfolgreich einen Holzgroßhandel. Da die Familie evangelisch war, wurde die Geburt und Taufe Annas im evangelischen Kirchenbuch von Lühnde verzeichnet.
Nach der Grundschule in Algermissen besuchten beide Schwestern in Hildesheim die höhere Töchterschule (heute „Goetheschule“), die Anna Fründ im Frühjahr 1876 nach Abschluss der II. Klasse verließ. Der weitere Ausbildungsweg ist bisher unbekannt. Frauen waren vor dem Jahr 1900 an Kunstakademien nicht zugelassen. Das Museum Potsdam vermutet, dass Anna Fründ ihre Ausbildung möglicherweise an einer Kunstgewerbeschule oder in einem Privatatelier absolvierte.
Während die Schwester Erna Fründ seit 1889 eine verbeamtete Stelle als Zeichenlehrerin an der höheren Töchterschule in Potsdam bekleidete, gibt es für Anna Fründ bis November 1900 keine Anhaltspunkte für ihren Aufenthalt. Dann tauchte ihr Name im Zusammenhang mit Erbteilungen des Großvaters Wilhelm Bähre in Unterlagen des Amtsgerichtes Burgdorf auf. Hier wird sie als "Lehrerin Anna Fründ in Berlin" geführt. Eine (verbeamtete) Lehrertätigkeit lässt sich für die Jahre 1888 bis 1914 aber nicht nachweisen und auch die Adressbücher von Berlin zwischen 1894 und 1901 führten sie nicht.
Nach dem Tod des Vaters im Februar 1901 erlangten die beiden Frauen wohl eine weitgehende finanzielle Unabhängigkeit und lebten ab Oktober 1901 für zwei Jahre in München. Dort begann zeitgleich der 20 Jahre jüngere Stiefbruder Heinrich Fründ ein Medizinstudium. Als Heimatgemeinde vermerken die Meldeunterlagen der Stadt München für beide Frauen „Potsdam“ und als „Stand: Malerin“ sowie für Erna zusätzlich „Lehrerin“. Als Zweck des Aufenthaltes wurde „Studium“ angegeben.  Die Meldeunterlagen enden für Anna Fründ mit der Eintragung „22.4.03 ins Rote Kreuz“ (Einlieferung ins heutige Rotkreuzklinikum München, Nymphenburger Straße). Erna Fründ meldete sich am 10. Oktober 1903 nach Potsdam ab.
Von 1904 bis 1913 wohnten beide Frauen zusammen wieder in Potsdam. In den Adressbüchern von 1910/1913 erscheint Anna Fründ mit Wohnsitz in der Kleinen Weinmeisterstraße 8 (heute Hessestraße 6). Auf Grund eines Hinweises von Auguste Pfeffer, einer Freundin Anna Fründs, lässt sich ihr Tod für den März 1913 vermuten. Im Potsdamer Adressbuch von 1914 gibt es keinen Hinweis mehr auf Anna Fründ und im Testament des Stiefbruders Heinrich Fründ vom August 1914 wird nur noch die Schwester Erna erwähnt. Anna Fründ blieb zeitlebens unverheiratet.

## Künstlerisches Schaffen
Wie für viele Malerinnen zum Ende des 19. und beginnenden 20. Jahrhunderts ist die Datenlage noch sehr dürftig. Ihre Ausbildung muss aber recht breit gewesen sein und sowohl Porträt- wie Landschaftsmalerei umfasst haben. Außerdem sind bis jetzt eine ganze Reihe von Blumenstillleben in Öl und Aquarell bekannt. Im Jahr 1896 malte sie ihren Vater und mit „Potsdam 1901“ ist eine Uferlandschaft signiert. 1901 oder etwas früher ist das Bild „Mausoleum Kaiser Friedrich III“ bei der Friedenskirche in Potsdam zu datieren. In der Münchner Zeit entstand das Bild „Ammerseeufer“ (1902?).
Ein Kontakt zu Lovis Corinth vor 1900 und/oder nach 1903 ist wahrscheinlich, ferner einer zur Künstlerkolonie Ahrenshoop und/oder den Malern und Malerinnen um Hiddensee (Elisabeth Büchsel). Außerdem liegen einige Briefe der Porträtmalerin Auguste Pfeffer (* 22. August 1864 in Marburg/Lahn, † 13. Februar 1947 in Marburg/Lahn) um die Jahre 1911/12 vor. Pfeffer hatte zu dem Zeitpunkt zur Dichtung gewechselt und fand 1927 mit dem Reformationsfestspiel anlässlich des 400-jährigen Bestehens der Universität Marburg größere Beachtung.

## Exponate im Museum Potsdam

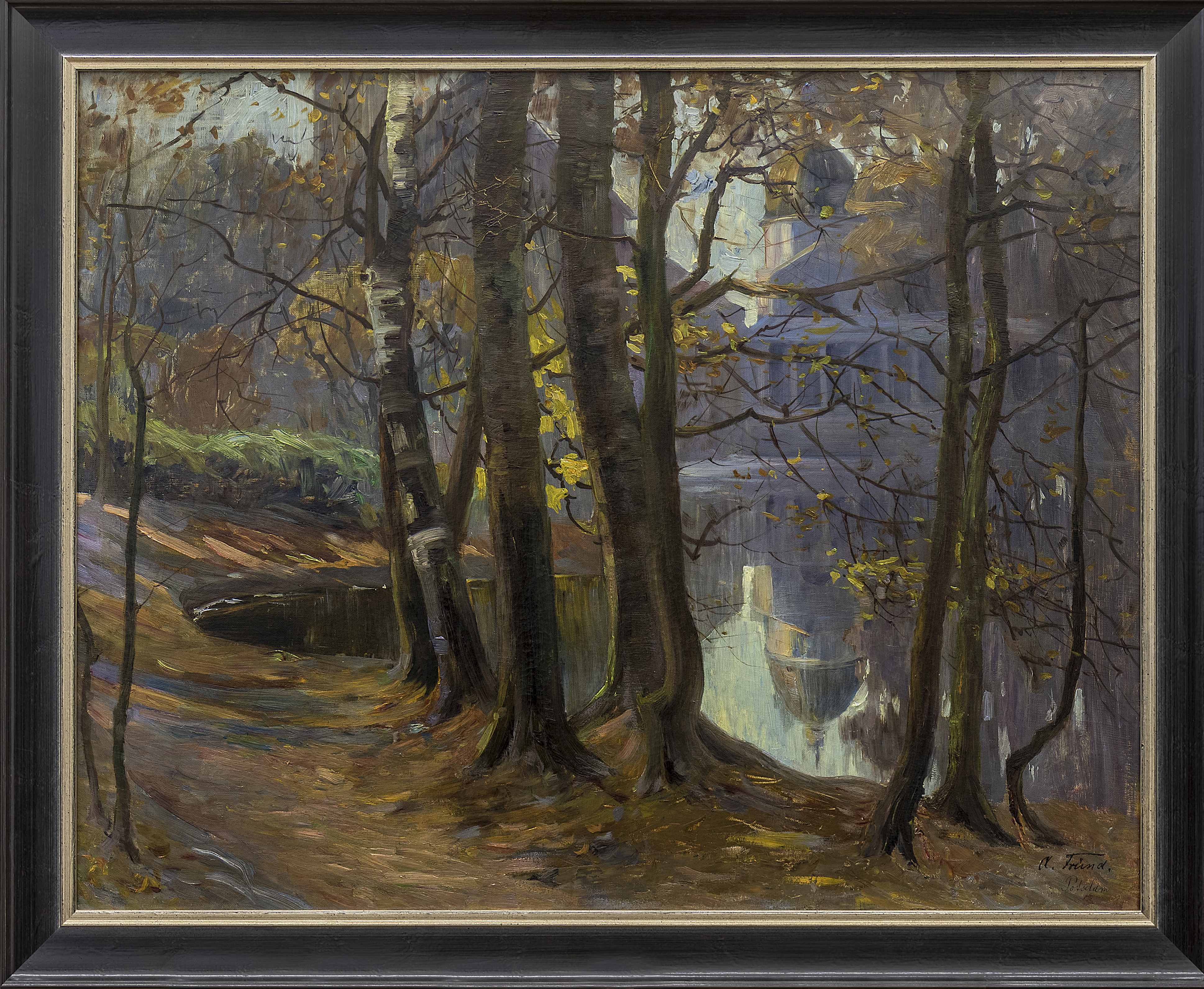
Anna Fründ: Das Mausoleum im Park Sanssouci, um 1900

Seit 2018 wird ein Gemälde von Anna Fründ mit dem Titel Das Mausoleum im Park Sanssouci zusammen mit dem undatierten Gemälde Weiblicher Rückenakt von Lovis Corinth, beide aus ihrem Nachlass, als Dauerleihgabe in der Ausstellung zur Stadtgeschichte im Museum Potsdam präsentiert. Über die Entstehung des Rückenaktes von Corinth ist wenig bekannt. Das Museum Potsdam hält es für möglich, dass Fründ die Dargestellte des Gemäldes ist. Das Gemälde Fründs zeigt das Mausoleum Kaiser Friedrich III. neben der Friedenskirche im Park Sanssouci und muss um 1900 entstanden sein.

## Werke (Auswahl)
- Porträt des Vaters, 1896
- Spreeufer, Potsdam, 1901
- Das Mausoleum im Park Sanssouci, um 1900, Potsdam Museum
- Ammerseeufer, München um 1902/1903